# Đurđin

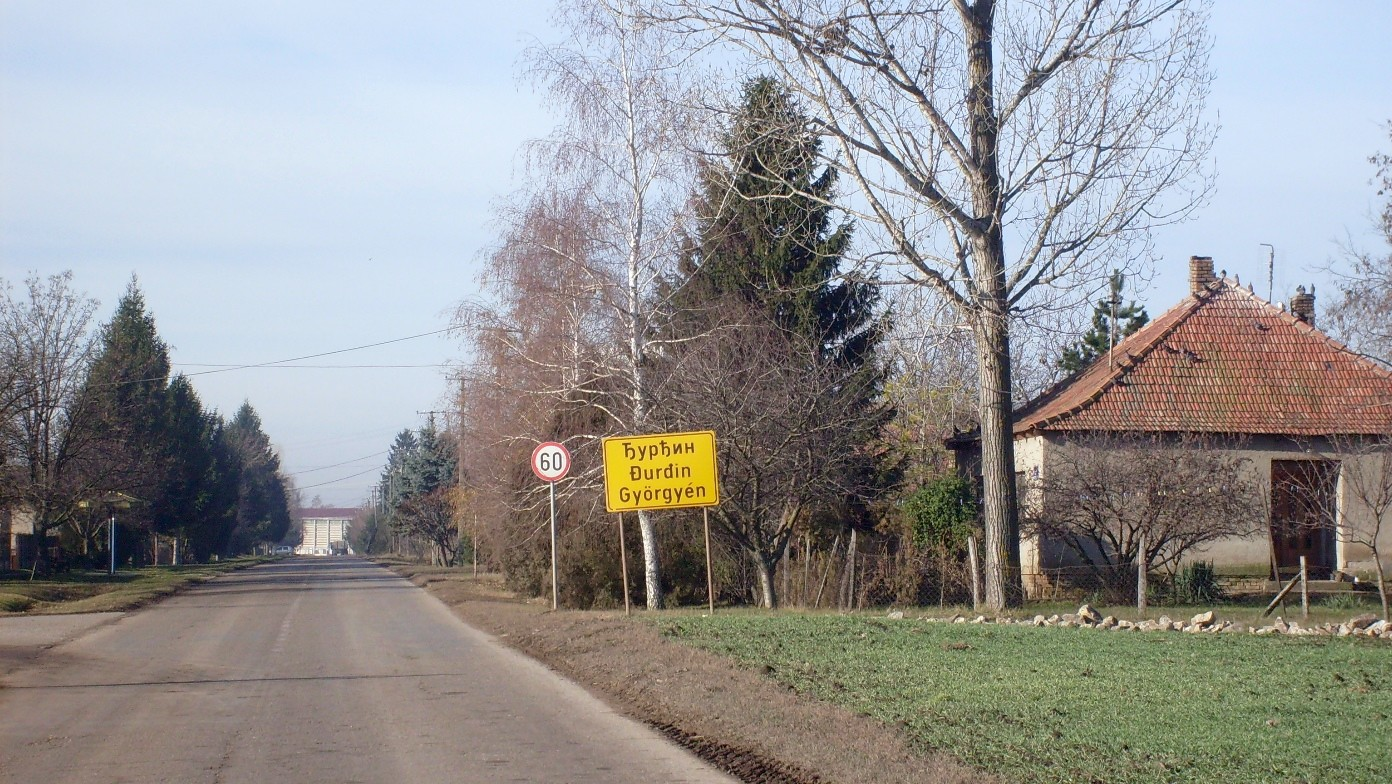
Đurđin

Đurđin (deutsch: Gjargstedt, serbokroatisch-kyrillisch Ђурђин, ungarisch Györgyén) ist ein kleiner Ort im äußersten Norden Serbiens, in der Provinz Vojvodina, im Okrug Severna Bačka. Đurđin liegt südwestlich von Subotica.

## Bevölkerung
Er hat etwa 1.746 Einwohner (2002). Relative Mehrheit haben die Kroaten.

### Ethnien
Zusammensetzung der Bevölkerung nach ethnischer Herkunft laut der Volkszählung von 2002:
- Kroaten (38,77 %)
- Serben (27,72 %)
- Bunjewatzen (14,38 %)
- Ungarn (7,10 %)
- Jugoslawen (3,84 %)

### Einwohnerentwicklung
- 1961: 2.992
- 1971: 2.805
- 1981: 2.297
- 1991: 1.911

## Referenzen
- Slobodan Ćurčić: Broj stanovnika Vojvodine. Novi Sad 1996.

Koordinaten: 45° 57′ 12″ N, 19° 29′ 24″ O